# Колбанов Іван Олександрович
Іван Олександрович Колбанов (нар. 23 липня (5 серпня) 1910, Миколаїв, Російська імперія — пом. 1972, Миколаїв, СРСР) — радянський футболіст, нападник, тренер. Заслужений тренер СРСР.

## Кар'єра гравця
У 1936—1938 роках захищав честь миколаївських Заводу ім. А. Марті, «Суднобудівника» й «Динамо». У 1938 році у миколаївського «Динамо» була співпраця з «Динамо» одеським. Завдяки цьому Іван Колбанов разом з Іваном Іщенком були запрошені до Одеси. В одеському «Динамо» Колбанов провів 8 матчів у вищій лізі чемпіонату СРСР. У наступному році повернувся до Миколаєва. З початком німецько-радянської війни був призваний до лав Червоної Армії. По завершенні війни повернувся до футболу, вийступаючи в «Суднобудівнику». В 1948 році завершив кар'єру футболіста.

## Кар'єра тренера
З 1953 року на тренерській роботі. Тренував миколаївський «Авангард» 1953—1959 року, в тому числі 1954—1956 роки як старший тренер. З 1960 по 1972 рік тренував юнацькі команди «Суднобудівника». У 1964 році під його керівництвом юнацька команда «корабелів» стала чемпіоном України. У наступному році ця команда зайняла п'яте місце в чемпіонаті СРСР. Працюючи з дитячими командами, виховав гравців Олександра Кімалова, Віктора Карлашова, Євгена Даннекера, Анатолія Бойка, Олександра Патрашка.

## Досягнення

### Як гравця
Динамо (Миколаїв)
- Чемпіонат УРСР
  -  Бронзовий призер (1): 1938

### Як тренера
- Вихід до класу Б чемпіонату СРСР: 1956

### Індивідуальні
- Титул Майстра спорту СРСР